# Xã Christiania, Quận Burleigh, Bắc Dakota
Xã Christiania (tiếng Anh: Christiania Township) là một xã thuộc quận Burleigh, tiểu bang Bắc Dakota, Hoa Kỳ. Năm 2010, dân số của xã này là 37 người.